# Дезерт-Палмс (Каліфорнія)
Дезерт-Палмс (англ. Desert Palms) — переписна місцевість (CDP) в США, в окрузі Ріверсайд штату Каліфорнія. Населення — 6686 осіб (2020).

## Географія
Дезерт-Палмс розташований за координатами 33°46′45″ пн. ш. 116°17′54″ зх. д. / 33.77917° пн. ш. 116.29833° зх. д. (33.779144, -116.298219).  За даними Бюро перепису населення США в 2010 році переписна місцевість мала площу 6,92 км², з яких 6,92 км² — суходіл та 0,00 км² — водойми.

## Демографія
Згідно з переписом 2010 року, у переписній місцевості мешкало 6957 осіб у 4104 домогосподарствах у складі 2518 родин. Густота населення становила 1006 осіб/км².  Було 5055 помешкань (731/км²).
Расовий склад населення:
| - 96,7 % — білих - 1,4 % — азіатів - 0,8 % — чорних або афроамериканців - 0,2 % — корінних американців - 0,1 % — вихідців з тихоокеанських островів |

До двох чи більше рас належало 0,6 %. Частка іспаномовних становила 2,5 % від усіх жителів.
За віковим діапазоном населення розподілялося таким чином: 0,2 % — особи молодші 18 років, 16,7 % — особи у віці 18—64 років, 83,1 % — особи у віці 65 років та старші. Медіана віку мешканця становила 74,1 року. На 100 осіб жіночої статі у переписній місцевості припадало 79,2 чоловіків;  на 100 жінок у віці від 18 років та старших — 79,0 чоловіків також старших 18 років.
Середній дохід на одне домашнє господарство  становив 77 790 доларів США (медіана — 56 766), а середній дохід на одну сім'ю — 98 428 доларів (медіана — 87 682). 
Цивільне працевлаштоване населення становило 1134 особи. Основні галузі зайнятості: освіта, охорона здоров'я та соціальна допомога — 19,7 %, фінанси, страхування та нерухомість — 16,8 %, науковці, спеціалісти, менеджери — 13,6 %, роздрібна торгівля — 11,6 %.